# Lisandro Martínez
Lisandro Martínez (nascut el 18 de gener de 1998) és un futbolista professional argentí que juga com a defensa central pel Manchester United FC i per l'equip nacional argentí.

## Palmarès
AFC Ajax
- 2 Lligues neerlandeses: 2020-21, 2021-22
- 1 Copa neerlandesa: 2020-21
- 1 Supercopa neerlandesa: 2019

Manchester United FC
- 1 Copa anglesa: 2023-24
- 1 Copa de la lliga anglesa: 2022-23

Selecció argentina
- 1 Copa del Món: 2022[4]
- 2 Copes Amèrica: 2021,[5] 2024[6]
- 1 Copa de Campions Conmebol-UEFA: 2022[7]